# Martin Gardner
Martin Gardner (Tulsa, Oklahoma, 21. listopada 1914. – Norman, Oklahoma, 22. svibnja 2010.) bio je američki matematičar i pisac popularne znanosti i rekreacijske matematike.

## Životopis
Martin Gardner je rođen 21.10.1914. u Tulsi (Oklahoma), kao sin naftnog geologa. Studirao je na Sveučilištu u Chicagu i dobio zvanje sveučilišnog prvostupnika iz filozofije. Prije Drugog svjetskog rata bio je novinar Tulsa Tribunea, a kasnije je bio zaposlen u uredu za odnose s javnošću Sveučilišta u Chicagu.
Nakon službe na eskortnom razaraču u Drugom svjetskom ratu, vratio se u Chicago, gdje je kao slobodni suradnik počeo karijeru prodajući kratke priče, a zatim se preselio u New York. Tu je osam godina pisao članke za dječje časopise, dok nije počeo suradnju s časopisom Scientific American.
Izdržavao se objavljujući knjige i pišući na stotine članaka za razne novine i časopise. Objavio je preko 70 knjiga i bezbroj članaka iz različitih oblasti znanosti, matematike, filozofije, književnosti i religije.
Umro je u Normanu (Oklahoma) 22.05.2010.

## Djelo
Gardner je najpoznatiji po svom doprinosu u popularizaciji rekreacijske matematike. Od 1956. do 1981. uređivao je kolumnu "Matematičke igre" (Mathematical Games) u časopisu Scientific American. U njoj je obrađivao razne teme, i između ostalih približio široj publici:
- fleksagon
- poliomino
- tangram
- djelo M.C. Eschera
- kriptoanalizu
- fraktale

"Kum" je 3-valentnim grafovima koji nisu 3-obojivi. Prema pjesmi Lewisa Carrolla nazvao ih je snarkovima u svom radu iz 1976. Mathematical games: Snarks, boojums and other conjectures related to the four-color-map theorem, a ime su istraživači odmah prihvatili.
Po Gardneru je nazvan asteroid 2587 Gardner.

## Vanjske poveznice
- Članak u New York Times-u povodom smrti Martna Gardnera. (engl.)
- Odavanje počasti Martinu Gardneru, Scientific American (engl.)
- Bibliografija Martina Gardnera (engl.)